# 맨땅에 헤딩
《맨땅에 헤딩》은 MBC에서 2009년 9월 9일부터 2009년 11월 4일까지 매주 수요일, 목요일 밤 9시 55분에 방영되었던 드라마이다.

## 줄거리
차봉군 (정윤호) 은 장승우 (이상윤) 가 사람을 친 다음에 그 차를 빌렸는데 변호사인 장승우는 차봉군에게 뒤집어 씌었다. 그렇게 돼서 교도소에 갔다온 봉군은 아버지마저 잃게된다. 아버지를 잃은 후 봉군은 축구를 그만 두려고 하지만, 강해빈 (고아라)의 오랜 설득에 의해 K리그의 FC 소울에서 입단테스트를 받게되고 주특기인 발리슛을 선보여서 K리거가 되고 해빈은 봉군의 에이전트가 된다.
해빈이 승우의 애인 인것을 봉군은 잠시동안 일하던 레스토랑에서 보게 된다. 이에 봉군은 해빈과 계약을 끊자고 하면서 해빈을 멀리 한다.
해빈은 승우와 원수진 사람에게 납치당하게 되는데 이때 그걸 본 봉군은 오토바이를 타고 추격을 한다. 자동차는 다리에서 떨어지려고 하는데 이때 봉군의 도움으로 해빈은 차에서 탈출 하게 되고 봉군은 강에 빠져서 병원에 실려가게 된다. 병원에서 봉군의 숨을 되돌리려고 하지만 실패하고 사망선고를 하려고 할 때 해빈이 봉군을 안아줬는데 봉군의 심장이 다시 뛰기 시작했다. 그렇게 깨어난 봉군은 기억상실증 때문에 아무것도 기억을 못한다.
아무것도 기억이 나지 않는 봉군은 '배트맨'이라 불리는 정신병자와 함께 정신요양원에 끌려가게 된다. 정신요양원에서 봉군은 박애자 (윤여정) 을 만나게 되는데 서로 친하게 대해준다. 승우는 구급차의 번호판을 적어두고 그 차를 추적해 달라고 한다. 이렇게 해서 승우는 봉군의 위치를 알게 되고 자기를 봉군의 보호자로 등록하게 된다. 이때 승우를 만나게 된 봉군은 승우를 보자 갑자기 기억이 돌아온다. 분노한 봉군은 방에 혼자서 갇히게 된다.
해빈도 나중에 봉군의 위치를 알게 된다. 해빈은 봉군을 데리러 여러번 정신요양원을 찾아갔는데 계속 실패하게 된다. 그때 정신요양원이 무너지면서 봉군은 애자씨를 데리고 나오게 된다. 이때 봉군은 해빈을 보고 뛰어가서 해빈에게 포옹을 한다.
정신요양원에서 나온 봉군은 다시 FC 소울로 돌아가서 맹활약을 한다. 승우는 봉군을 팀에서 퇴출시키려고 잔머리를 굴리기 시작한다. 봉군을 열받게 만들고는 구단주이자 해빈의 아버지인 강성일 (임채무) 앞에서 봉군한테 얻어 맞는다. 그걸 본 구단주는 봉군을 팀에서 퇴출시키려고 하는데 봉군에게 목숨을 빚진 해빈이 아버지한테 부탁해서 에이전트를 그만 두는 대신에 봉군을 퇴출시키지 말라고 한다. 해빈을 좋아하던 봉군은 구단주에게 달려가 해빈이 계속 에이전트를 하는 조건으로 플레이오프에 못가면 축구를 그만 두겠다고 한다.
봉군의 오래된 친구 오연이 (이윤지)는 해빈에게 찾아가 봉군의 전과에 대해 말해주고 거기서 의심되는게 있다고 한다. 해빈은 추리를 시작하게 되고 승우를 의심하게 된다. 해빈은 결국 승우가 일을 저지르고 봉군에게 뒤집어 씌운것을 알아내고 승우한테 찾아가 다시는 보지 말자고 한다.
봉군의 활약으로 FC 소울은 플레이오프에 진출 하게 되고 봉군과 해빈은 연애를 하기 시작하고 같이 맨유에 가자고 한다.

## 등장 인물

### 주요 인물
- 차봉군 - 정윤호 (아역 : 정찬우)
- 강해빈 - 고아라
- 오연이 - 이윤지
- 장승우 - 이상윤

### FC Soul 축구단
- 이충렬 - 강신일
- 윤재영 - 김광민
- 신풍철 - 이재윤
- 홍경래 - 홍종현
- 조병기 - 최민성
- 막심 - 리키 김
- 한명길 - 이승신

### 차봉군의 주변 인물
- 이동호 - 김재승
- 애자씨 - 윤여정
- 차별 - 방준서
- 이순옥 - 박순천

### 강해빈의 주변 인물
- 강성일 - 임채무
- 맹금희 - 이일화
- 홍상만 - 박철민

### 오연이의 주변 인물
- 엄마 - 김혜옥

### 특별 출연
- 문팀장 - 임승대
- 홍미경 - 최은영
- 근춘 - 염동헌
- 허숙희 - 고수희

## 시청률
아래의 파란색 숫자는 '최저 시청률'이고, 빨간색 숫자는 '최고 시청률'입니다. 시청률조사회사와 지역별로 시청률에 차이가 있을 수 있습니다.
| 2009년 | 2009년    | 2009년         | 2009년       | 2009년         | 2009년       |
| 회차   | 방송일    | TNmS 시청률    | TNmS 시청률  | AGB 시청률     | AGB 시청률   |
| 회차   | 방송일    | 대한민국(전국) | 서울(수도권) | 대한민국(전국) | 서울(수도권) |
| ------ | --------- | -------------- | ------------ | -------------- | ------------ |
| 제1회  | 9월 9일   | 7.2%           | 7.9%         | 6.2%           | 6.9%         |
| 제2회  | 9월 10일  | 5.6%           | 6.6%         | 5.0%           | 6.0%         |
| 제3회  | 9월 16일  | 6.3%           | 4.3%         | 4.3%           | 5.0%         |
| 제4회  | 9월 17일  | 6.0%           | 7.0%         | 5.6%           | 6.6%         |
| 제5회  | 9월 23일  | 5.6%           | 6.3%         | 5.4%           | 6.1%         |
| 제6회  | 9월 24일  | 4.4%           | 4.8%         | 4.8%           | 5.2%         |
| 제7회  | 9월 30일  | 6.9%           | 7.5%         | 6.3%           | 6.9%         |
| 제8회  | 10월 1일  | 5.1%           | 6.2%         | 5.4%           | 6.5%         |
| 제9회  | 10월 7일  | 5.5%           | 5.8%         | 6.8%           | 7.1%         |
| 제10회 | 10월 8일  | 5.3%           | 6.2%         | 5.3%           | 6.0%         |
| 제11회 | 10월 15일 | 3.3%           | 3.5%         | 3.8%           | 4.0%         |
| 제12회 | 10월 21일 | 4.2%           | 5.0%         | 4.7%           | 5.5%         |
| 제13회 | 10월 22일 | 5.9%           | 6.1%         | 5.6%           | 5.8%         |
| 제14회 | 10월 28일 | 4.0%           | 4.1%         | 4.8%           | 4.9%         |
| 제15회 | 10월 29일 | 3.8%           | 4.4%         | 3.7%           | 4.3%         |
| 제16회 | 11월 4일  | 4.3%           | 5.1%         | 4.3%           | 5.1%         |